# Caputxí bru
El caputxí bru (Sapajus apella) és una espècie de mico de la família dels cèbids que es troba a Sud-amèrica. És conegut pels noms de macaco-prego-das-guianas al Brasil o mono caí a l'Argentina.
És una de les espècies de primats no humans més de distribució més extensa al neotròpic. És un animal omnívor —s'alimenta de fruits, ous, invertebrats i petits vertebrats (llangardaixos i ocellets)— que es pot trobar en diferents ambients, però majoritàriament en boscos tropicals i/o subtropicals.
Sol ser una espècie animal bastant social, que viu en grups de 6 a 18 individus, dins dels quals acostuma a haver-hi un mascle dominant que se sol reproduir amb diferents femelles.